# Kotielniki
Kotielniki (ros. Котельники) – miasto w Rosji, w obwodzie moskiewskim, 22 km na południowy wschód od Moskwy. W 2021 liczyło 50 723 mieszkańców.